# Луций Тарий Руф
Луций Тарий Руф (на латински: Lucius Tarius Rufus) e древноримски политик и военен деец. Той е избран за суфектконсул през 16 пр.н.е.

## Биография
Луций Тарий е homo novus, вероятно е роден в Далмация, и по професия е моряк. Той е един от адмиралите на Октавиан през 31 пр.н.е. Преди решителната битка при Акциум, Гай Созий (поддръжник на Антоний), провежда изненадваща атака срещу Тарий. Созий е отблъснат след като Марк Агрипа идва на помощ на Тарий.
Между 18 и 16 пр.н.е. Тарий е пропретор на Македония. В този период той отблъсква нападение на сарматите и вероятно води военна кампания срещу скордиските. Като награда за успешната си служба, през 16 пр.н.е. Луций Тарий е избран за суфектконсул на мястото на Публий Корнелий Сципион.
През 23 г. Луций Тарий е третият curator aquarum (служител отговарящ за акведуктите), след Гай Атей Капитон и Марк Валерий Месала Корвин и отговаря за осигуряване на водното снабдяването на Рим.